# Da Lat
Dalat er en by i Vietnam, med en befolkningen er på ca. 300.000 mennesker. Det er en turistby beliggende i højlandet. Franskmændene begyndte opførelsen af Dalat i begyndelsen af det 20. århundrede. Der er mange villaer i fransk stil her.